# Franz Wegart

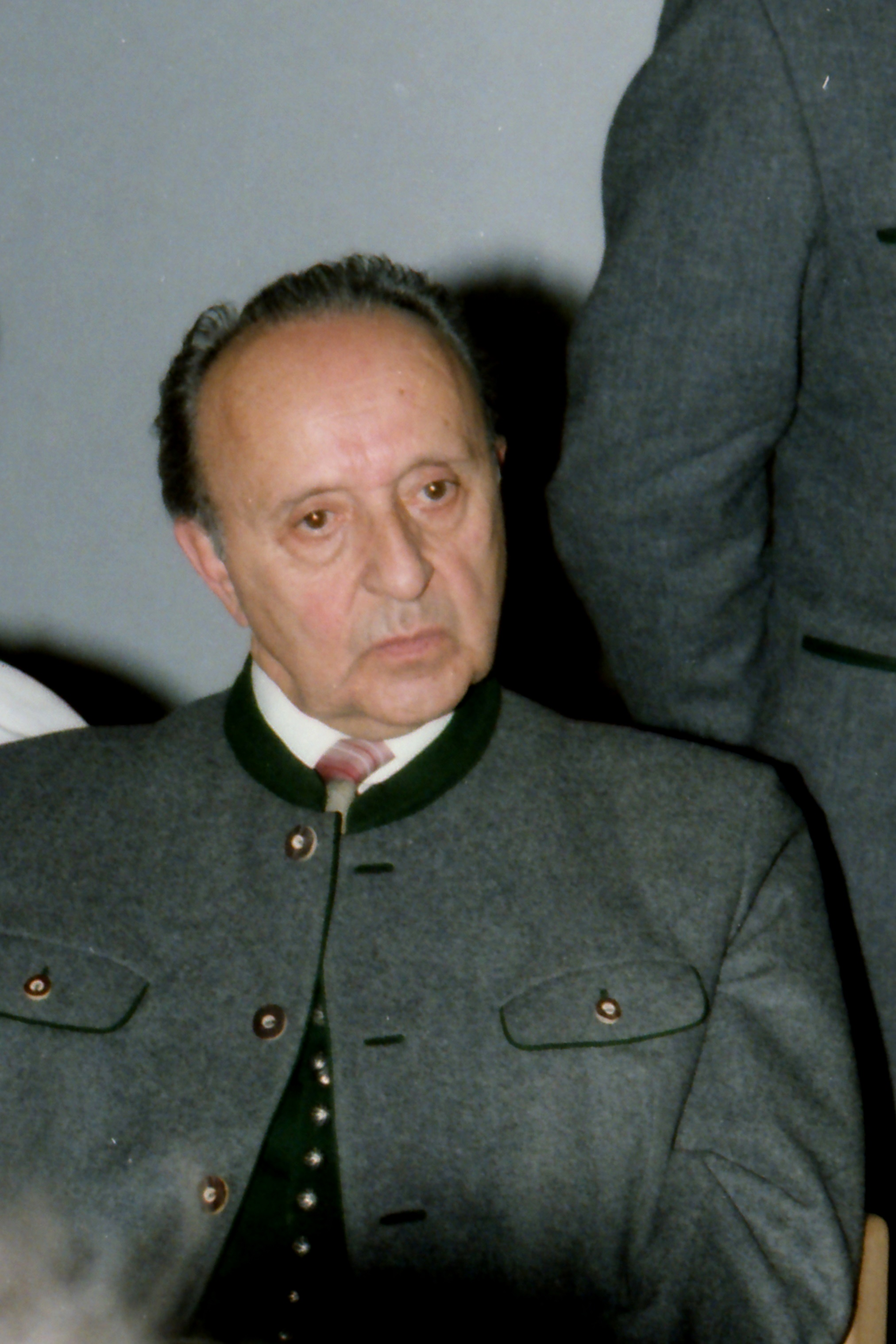
Franz Wegart (1987)

Franz Wegart (* 25. Juli 1918 in Graz; † 30. Jänner 2009 ebenda) war ein österreichischer Politiker (ÖVP). Wegart war langjähriger Abgeordneter zum Steiermärkischen Landtag, Landesrat (vom 11. April 1961 bis 10. Dezember 1971), Landeshauptmann-Stellvertreter (vom 10. Dezember 1971 bis 11. Jänner 1985) und Landtagspräsident (vom 11. Jänner 1985 bis 19. Oktober 1993) in der Steiermark. Franz Wegart war Landesobmann des ÖVP-Seniorenbundes, der steiermarkweit 38.000 Mitgliedern zählt.

## Werdegang
Franz Wegart wurde am 25. Juli 1918 als uneheliches Kind der Grazer Straßenbahnschaffnerin Josefa (* 10. März 1895) in Graz geboren, am 4. August 1918 auf den Namen Franz getauft und wuchs im steirischen Altneudörfl bei Bad Radkersburg, dem Heimatort seiner Mutter, auf. Von 1924 bis 1932 besuchte er die Schule in Radkersburg und war danach als Landarbeiter im landwirtschaftlichen Betrieb der Großeltern tätig. Nach eigenen Angaben war er 1934 in Halbenrain in ein Feuergefecht mit illegalen Nazis verwickelt. In den Jahren 1937 bis 1939 war er Angehöriger der österreichischen Frontmiliz und dann im Reichsarbeitsdienst. Den Zweiten Weltkrieg erlebte er sechs Jahre lang fast ausschließlich an der Front. Von 1939 bis 1945 gehörte Wegart der deutschen Wehrmacht im Verband der 3. und 5. Gebirgsdivision an und nahm an Einsätzen in Griechenland, Kreta, Norwegen und Russland teil. Im Juli 1945 wurde der Schwerkriegsversehrte aus amerikanischer Kriegsgefangenschaft entlassen und engagierte sich gleich nach seiner Heimkehr nach Radkersburg bei der ÖVP, deren Bezirksparteisekretär er von September 1945 bis Juni 1946 war. Anschließend wurde Wegart Landesparteisekretär (1947–1961), Abgeordneter zum Steiermärkischen Landtag (ab 1949), Geschäftsführer des Österreichischen Verlags (1955–1981), ab 1961 Mitglied der Landesregierung und ab Dezember 1971 Landeshauptmann-Stellvertreter. Ab Jänner 1985 bis Oktober 1993 war Wegart Präsident des Steiermärkischen Landtags.
Franz Wegart war weiters von Mai 1964 bis Mai 1987 Landesobmann des ÖAAB und seit 29. September 1988 Landesobmann des Steirischen Seniorenbundes. Von November 1988 bis Oktober 1992 war er auch Bundesobmann des Österreichischen Seniorenbundes. Dazu hatte der Politiker noch zahlreiche Funktionen in anderen Gremien inne.
Wegart gründete 1969 das Dr.-Karl-Kummer-Institut für Sozialreform, Sozial- und Wirtschaftspolitik in der Steiermark; bis 1979 war er dessen Obmann und zwischen 1979 und 2007 Präsident dieser Einrichtung. Nach Beendigung dieser Funktion wurde Wegart zum Ehrenpräsidenten des Institutes gewählt.

## Privates
Am 11. Juni 1953 fand die standesamtliche und am selben Tag in der Basilika Mariatrost die kirchliche Trauung von Franz Wegart und Ingeborg „Inge“ Maria Guggi (* 27. Oktober 1927; † 20. Dezember 1990) statt. Nach 37-jähriger Ehe starb seine Frau, mit der er einen Sohn hatte, im Jahre 1990.

## Ehrungen (Auszug)

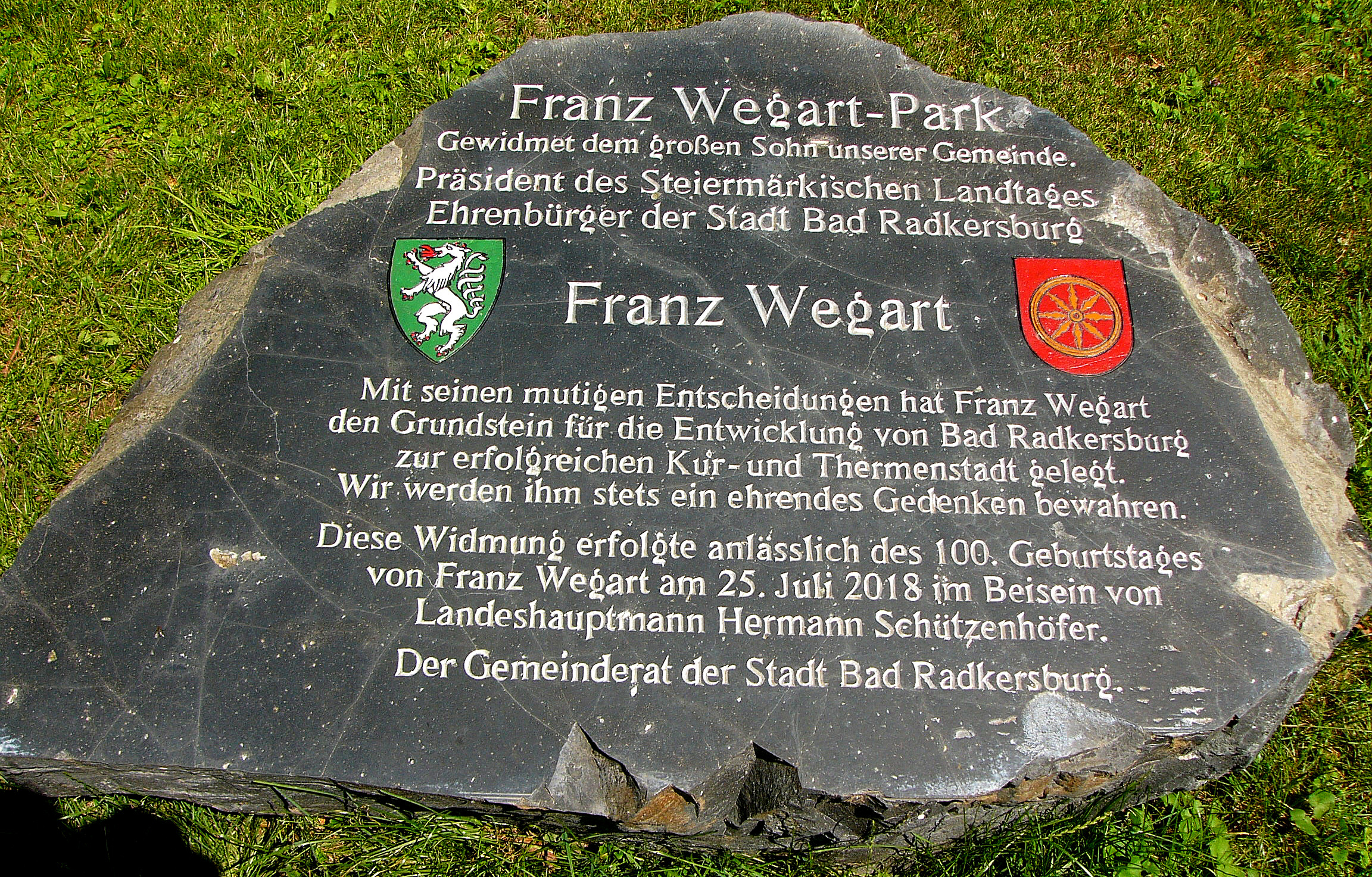
Gedenkstein im Park von Bad Radkersburg (2019)

- Großes Goldenes Ehrenzeichen für Verdienste um die Republik Österreich (1967)
- Großes Goldenes Ehrenzeichen mit Stern für Verdienste um die Republik Österreich (1976)
- Großes Goldenes Ehrenzeichen des Landes Steiermark (1982)
- Ehrenring des Landes Steiermark (1988)
- Großes Goldenes Ehrenzeichen des Landes Steiermark mit dem Stern (1993)
- Großes Verdienstkreuz mit dem Stern des Verdienstordens der Bundesrepublik Deutschland

Wegart war zudem das einzige Ehrenmitglied des Militärkommandos Steiermark und trug das Militär-Verdienstzeichen des österreichischen Bundesheers.
In seiner Heimatstadt Radkersburg und in rund 100 weiteren steirischen Gemeinden war Franz Wegart Ehrenbürger und Ehrenringträger.

## Veröffentlichung
- Franz Wegart: Gemeinsam werden wir es schaffen. Reden. Verlag des ÖAAB Steiermark. Graz 1987